# デルフィーノ・ボローニ
デルフィーノ・エドモンド・ボローニ（イタリア語: Delfino Edmondo Borroni、1898年8月23日 - 2008年10月26日）は、イタリアの史上最高齢男性。110歳まで生きた。ヴィットリオ・ヴェネート勲章受章者。世界の退役軍人のなかでも史上11番目に長生きした。
2008年5月にオーストリア＝ハンガリー帝国のフランツ・キュンストラーが亡くなり、翌月にはイタリアのフランチェスコ・ドメニコ・キャレッロが亡くなって、ボローニが第一次世界大戦のイタリア戦線に従軍した最後の退役軍人となった。彼が亡くなると、歩兵としては西部戦線に従軍したイギリス兵のハリー・パッチ、フランス兵のフェルナン・グーの2人だけになった。
パヴィーア県ジュッサーゴに生まれたボローニは1917年1月に召集され、3月に第6ボローニャベルサリエーリ（狙撃兵）連隊に配属された。パズービオのアルプス山麓でのオーストリア＝ハンガリー戦が初の戦闘となり、ヴァルスガーナ渓谷などでも戦った。カポレットの戦いでの危険な偵察任務中にかかとを撃たれ、オーストリアの捕虜となり、塹壕掘りを担わせられたが終盤に救出された。
第二次世界大戦では召集されなかったが、本業のトラムを運転中に同盟国の空襲に遭い、重傷を負った。
彼の死はニュースとなり、葬儀にはイニャツィオ・ラルッサ国防相も参列した。